# Edward Morgan Llewellyn Forster
Edward Morgan Llewellyn „Eddie“ Forster (* 1847; † 30. Oktober 1880) war ein britischer Architekt.

## Leben
Edward Forster wurde als siebtes Kind des irischen Pfarrers Charles Forster und dessen Ehefrau Laura Thornton geboren. Er besuchte die private Charterhouse School und bis 1866 das Trinity College in Cambridge. Gegen den Willen der Eltern studierte er anschließend bei Arthur Blomfield (1829–1899) Architektur. Zwischen 1874 und 1876 reiste er durch Europa und zeichnete französische und italienische Architektur. Nach seiner Rückkehr arbeitete er als Architekt.
1877 heiratete er die 22-jährige Alice Clara Whichelo. Zwei Jahre später kam am 1. Januar 1879 der Sohn Edward Morgan zur Welt. Anderthalb Jahre nach dessen Geburt erkrankte Foster an Tuberkulose und starb am 30. Oktober 1880. Sein Sohn war der bekannte Schriftsteller Edward Morgan Forster.